# Čeněk Skokánek
Čeněk Skokánek (21. ledna 1897 Dolní Otaslavice – 21. února 1974) byl český a československý politik Československé sociální demokracie a poválečný poslanec Ústavodárného Národního shromáždění.

## Biografie
Pocházel z velmi chudé zemědělské rodiny. Po absolvování základní školy se krátce před vypuknutím první světové války přestěhoval za prací do Vídně. Po vyhlášení války narukoval do armády. Po roce 1918 se zpočátku angažoval v Československé sociálně demokratické straně dělnické, ale roku 1921 vstoupil do nově ustavené Komunistické strany Československa. Po pár letech se ale vrátil do sociální demokracie. Ve 30. letech se stal tajemníkem sociálních demokratů v Prostějově a na počátku druhé světové války byl obvodním tajemníkem v Přerově. Za války se zapojil do domácího odboje. Brzy po okupaci byl ovšem zatčen a vězněn postupně v Přerově, v Olomouci, na Špilberku a nakonec v koncentračním táboře Dachau. Propuštěn byl až po třech letech. Na konci války se stal členem Místního národního výboru v Přerově a zapojil se do obnovy sociální demokracie v regionu. Působil jako stranický tajemník v Prostějově a v Olomouci.
V parlamentních volbách v roce 1946 byl zvolen poslancem Ústavodárného Národního shromáždění za ČSSD. V parlamentu setrval do konce funkčního období, tedy do voleb do Národního shromáždění roku 1948.